# Communauté de communes au Carrefour des Trois Croix
La communauté de communes au Carrefour des Trois Croix était une intercommunalité du pays de l'Alsace du Nord située dans le département du Bas-Rhin et la région Alsace.

## Historique
La communauté a été créée le 31 décembre 1992. Elle s'est dotée d'un complexe communautaire scolaire et sportif situé à Berstheim dans les années qui ont suivi sa création. Le 1er janvier 2012 elle a fusionné avec l'ancienne communauté de communes de la région de Haguenau pour former la communauté de communes de la région de Haguenau.

### Communes membres
La communauté était composée de 4 communes :
- Berstheim
- Hochstett
- Wahlenheim
- Wittersheim

### Administration
| Période                                  | Période | Identité            | Étiquette | Qualité |
| ---------------------------------------- | ------- | ------------------- | --------- | ------- |
| 1992                                     | ?       | Etienne Ellermann   |           |         |
| ?                                        | 2011    | Jean-Marc Steinmetz |           |         |
| Les données manquantes sont à compléter. |         |                     |           |         |